# Cecilia Carranza
Cecilia Carranza Saroli (Rosario, 29 dicembre 1989) è una velista argentina, campionessa olimpionica a Rio de Janeiro 2016 nella classe Nacra 17 con il connazionale Santiago Lange.
Vice campionessa mondiale nel 2014 e campionessa panamericana nel 2011, ha rappresentato la Nazionale argentina in tre edizioni olimpiche: Pechino 2008, Londra 2012 e Rio de Janeiro 2016.

## Palmarès
| Anno | Manifestazione      | Sede           | Risultato | Gara                |
| ---- | ------------------- | -------------- | --------- | ------------------- |
| 2004 | Mondiali            | Manly          | Bronzo    | Classe Laser Radial |
| 2011 | Giochi panamericani | Guadalajara    | Oro       | Classe Laser Radial |
| 2014 | Mondiali            | Santander      | Argento   | Classe Nacra17      |
| 2016 | Giochi olimpici     | Rio de Janeiro | Oro       | Classe Nacra17      |